# Johann Oeder
Johann Georg Oeder (* 1893 in Frankfurt, heute Markt Taschendorf; † unbekannt) war ein deutscher Verwaltungsbeamter und Landrat in Bayern.

## Leben
Johann Georg Oeder wurde im Jahr 1893 in Frankfurt geboren. Der Ort war Teil des Bezirksamtes Scheinfeld im bayerischen Regierungsbezirk Mittelfranken. Nach seiner Schulzeit nahm Oeder ein Jurastudium an der Ludwig-Maximilians-Universität München auf. Oeder wurde während des Ersten Weltkriegs als Soldat eingezogen. Unklar ist, welche Stationen Oeder vor seiner Ernennung zum Landrat durchlief. Nach eigener Aussage war er seit dem 18. Oktober 1944 Landrat des Landkreises Gerolzhofen in Unterfranken, noch im Jahr 1944 stand er auch dem Landkreis Kitzingen als Landrat vor. Hier war der bisherige Landrat Reimund Rüth abgesetzt worden.
Oeder organisierte im Landkreis den Widerstand gegen das Vorrücken der Alliierten im Zweiten Weltkrieg. So war er mit der Organisation des Landsturms im Landkreis Gerolzhofen befasst. Letztmals tauchte Oeder Ende Februar 1945 in Form einer Direktive an die Bürgermeister im Kreis in Erscheinung. Eventuell hinderte ihn in den nächsten Wochen eine Erkrankung an seiner Arbeit. Am 7. April 1945 scheint Oeder von der Wehrmacht verhaftet worden zu sein. Anschließend wurde er nach Schweinfurt gebracht, allerdings bald darauf wieder freigelassen. 
Unklar ist, wie die amerikanischen Besatzungsbehörden mit dem Landrat umgingen, der während der nationalsozialistischen Diktatur amtiert hatte. Eventuell blieb Oeder einige Tage nach dem Ende des Krieges in Unterfranken im Amt. Am 23. April 1945 wurde das Amt in Gerolzhofen an den als nicht vorbelastet geltenden Thomas Keller übergeben. Oeder trat wohl nach dem Ende des Krieges in den vorzeitigen Ruhestand und lebte in den folgenden Jahren in Bamberg. Über den weiteren Verbleib des ehemaligen Landrates ist nichts bekannt. 